# Pikmin Bloom
Pikmin Bloom es un videojuego de realidad aumentada basado en la ubicación de la serie Pikmin para dispositivos móviles (iOS y Android), desarrollado y publicado por Niantic en colaboración con Nintendo. Al igual que Pokémon Go, recompensa a los jugadores por pasar tiempo al aire libre. Los movimientos del jugador en el mundo real son recompensados con elementos para criaturas Pikmin. Su implementación mundial comenzó a fines de octubre de 2021.
Niantic desarrolló Pikmin Bloom bajo licencia de Nintendo después de haber colaborado previamente en Pokémon Go

## Recepción
Pikmin Bloom' recibió criticas mixtas.